# Anomoginge
Anomoginge (ou Anomojinge, Amonojingo, Annom Jinga) est une localité du Cameroun située dans le département du Manyu et la Région du Sud-Ouest, à proximité de la frontière avec le Nigeria. Elle fait partie de la commune d'Akwaya et du canton de Takamanda.

## Population
La localité comptait 150 habitants en 1967, des Assumbo du clan Ochebe.
Lors du recensement de 2005, on y a dénombré 649 personnes.